# Nanamoya
Nanamoya est un village camerounais de la région de l'Est. Il se situe dans le département de Lom-et-Djérem et dépend de la commune de Garoua-Boulaï et du canton de Gbaya-Doka. 
On le trouve aussi orthographié Nana Moya. 

## Population
D'après le recensement de 2005, Nanamoya comptait cette année-là 159 habitants. Il en comptait 168 en 2011 dont 76 jeunes de moins de 16 ans et 28 enfants de moins de 5 ans. 

## Infrastructures
Le plan communal de Garoua-Boulaï prévoyait en 2011 la construction d'une nouvelle école dans le village.